# Anostomus
Anostomus – rodzaj słodkowodnych ryb kąsaczokształtnych z rodziny ukośnikowatych (Anostomidae).

## Zasięg występowania
Ameryka Południowa, dorzecze rzek Amazonka, Orinoko i Oyapock w Brazylii, Gujanie, Peru, Surinamie i Wenezueli.

## Klasyfikacja
Gatunki zaliczane do tego rodzaju:
- Anostomus anostomus – ukośnik wspaniały[3]
- Anostomus brevior
- Anostomus longus
- Anostomus ternetzi

Gatunkiem typowym jest Salmo anostomus (A. anostomus).